# 勒罗伊·库姆斯
埃德温·勒罗伊·库姆斯（英語：Edwin Leroy Combs，1961年1月1日—），美国NBA联盟前职业篮球运动员。他在1983年的NBA选秀中第2轮第2顺位被印第安纳步行者选中。